# Petar Nižetić
Petar Nižetić (Petar Nisiteo) (Stari Grad, 27. studenoga 1774. – Stari Grad, oko 1866.), hrvatski arheolog, kulturni djelatnik, povjesničar, pisac, preteča hrvatskoga narodnog preporoda, skupljač epigrafske i numizmatičke zbirke, donator Dominikanskog muzeja u Starom Gradu i visoki lokalni dužnosnik.

## Životopis
Rodio se je u Starom Gradu na Hvaru. Upisao je studij prava u Padovi. U Gorici je bio ravnateljem liceja. Zatim je 14 godina obnašao dužnost gradonačelnika Starog Grada. Područje znanstvena zanimanja bila mu je antička arheologija. Skupljao je ilirske i grčke novce te prepisivao natpise iz Salone. Znanstvene i stručne članke iz arheologije objavio je u zadarskim listovima Dalmazia i Gazzetta di Zara te u rimskome Bullettino dell’Istituto di Corrispondenza Archeologica. Spada u prve Hrvate koji su bili članovi Arheološkoga instituta u Rimu, bečkoga Središnjega povjerenstva za čuvanje starina i bio je član Društva za jugoslavensku povjestnicu i starine. Nižetić i Ivan Antun Botteri (Gian Antonio Botteri) (1822. – 1896.). ponajviše su pridonijeli prikupljanju brojne muzejske građe Muzeja dominikanskog samostana Sv. Petra Mučenika u Starom Gradu.
Sestra Marijanka bila je udana za liječnika i posjednika Petra Ostojića.

## Daljnja literatura
- Milovan Buchberger: Petar Nisiteo : posljednji polihistor Dalmacije Stari Grad : [Muzej Staroga Grada], 2017. ISBN 9789535678694

## Vanjske poveznice
- Mladen Nikolanci: Petar Niseteo-Nižetić kao humanist  Prilozi povijesti otoka Hvara, br. 1, 1978.